# مايك بيكر
مايك بيكر (بالإنجليزية: Mike Baker)‏ هو مغني أمريكي، ولد في 2 سبتمبر 1963، وتوفي في 29 أكتوبر 2008 بسبب نوبة قلبية.

## وصلات خارجية
- مايك بيكر على موقع ميوزك برينز (الإنجليزية)
- مايك بيكر على موقع أول ميوزيك (الإنجليزية)
- مايك بيكر على موقع ديسكوغز (الإنجليزية)